# Pseuderanthemum grandiflorum
Pseuderanthemum grandiflorum är en akantusväxtart som beskrevs av Karel Domin. Pseuderanthemum grandiflorum ingår i släktet Pseuderanthemum och familjen akantusväxter. Inga underarter finns listade i Catalogue of Life.